# إسحاق بيير دي فيليرز
إسحاق بيير دي فيليرز (بالإنجليزية: Isaac Pierre de Villiers)‏ هو ضابط شرطة وعسكري جنوب أفريقي، ولد في 20 أغسطس 1891 في Somerset East ‏ في جنوب أفريقيا، وتوفي في 11 أكتوبر 1967 في بريتوريا في جنوب أفريقيا.